# Verwaltungsgemeinschaft Grammeaue
Die Verwaltungsgemeinschaft Grammeaue lag im thüringischen Landkreis Sömmerda. Sie wurde nach der Gramme benannt.

## Gemeinden
- Großmölsen
- Kleinmölsen
- Ollendorf
- Udestedt

## Geschichte
Die Verwaltungsgemeinschaft wurde am 11. Mai 1992 gegründet. Die Auflösung erfolgte am 9. September 1994. Mit Wirkung zum 10. September 1994 wurde sie mit der ebenfalls aufgelösten Verwaltungsgemeinschaft Großrudestedt zur neuen Verwaltungsgemeinschaft Gramme-Aue zusammengelegt.